# Pizza Hut
Pizza Hut (Hay còn được biết đến với tên gọi Pizza Hut, Inc.) Là một chuỗi nhà hàng của Mỹ được nhượng quyền thương mại quốc tế chuyên cung cấp các món ăn từ bánh pizza với các phong cách khác nhau, cùng với các món ăn phụ bao gồm mì ống, đùi bò, breadsticks, và bánh mì bơ tỏi. Pizza Hut là một công ty con của Yum! Brands, (công ty kinh doanh nhà hàng lớn nhất thế giới). Theo trang web của công ty, có hơn 6.000 nhà hàng Pizza Hut tại Hoa Kỳ, và hơn 16000 địa điểm cửa hàng ở hơn 100 quốc gia và vùng lãnh thổ khác trên thế giới. Vào đêm khai trương họ đã phát bánh pizza miễn phí để khuyến khích và quảng cáo. Ngày nay, Pizza Hut là một thương hiệu nhượng quyền thương mại thuộc tập đoàn Yum! Brands.

## Lịch sử

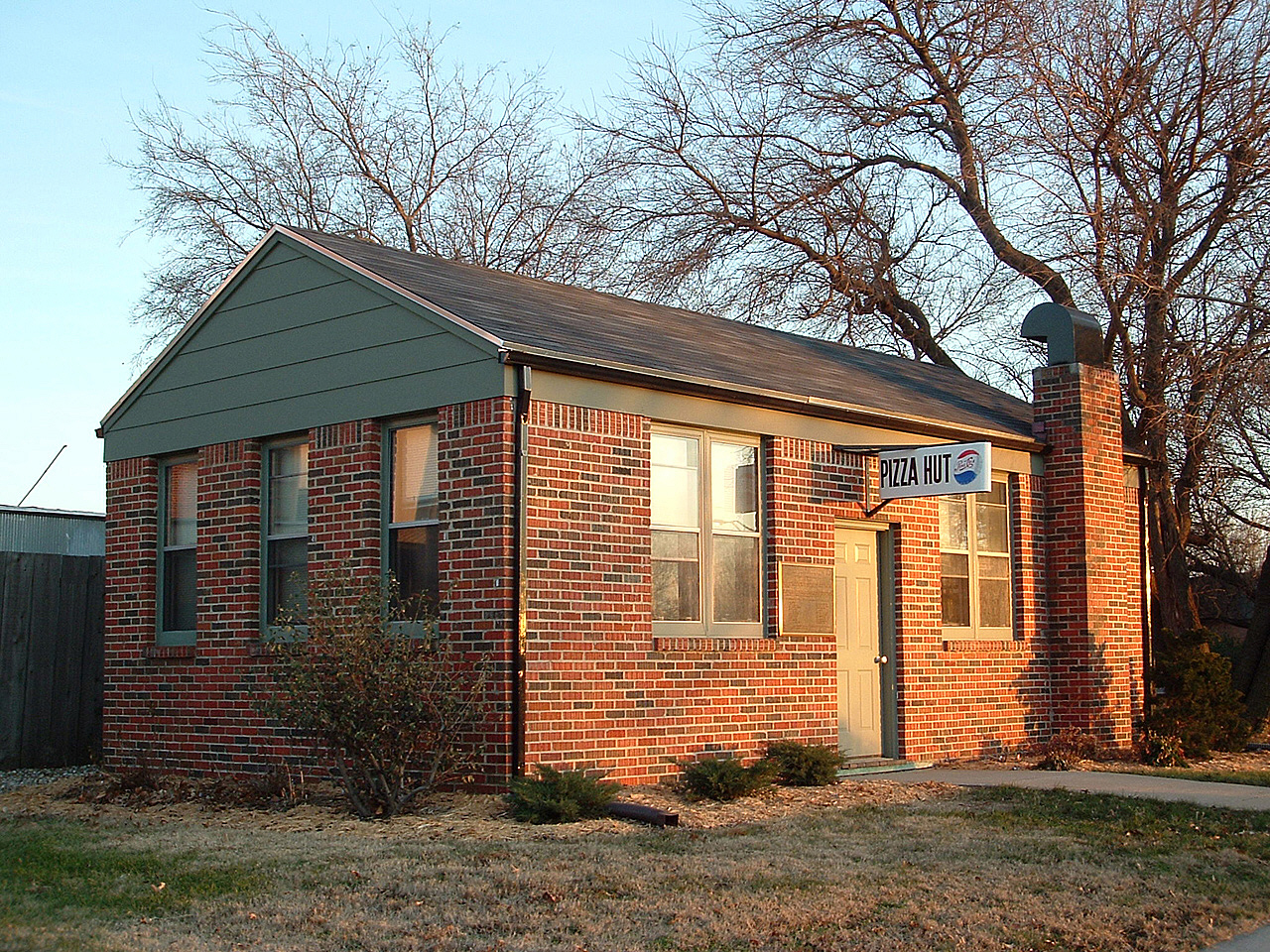
Pizza Hut đầu tiên (trong ảnh) khai trương vào ngày 15 tháng 6 năm 1958, tại Wichita, Kansas.

Pizza Hut được hai sinh viên Đại học bang Wichita, anh em Dan và Frank Carney, thành lập với tư cách một địa điểm duy nhất ở Wichita, Kansas vào tháng 6 năm 1958. Sáu tháng sau họ mở một cửa hàng thứ hai và trong vòng một năm họ có 6 nhà hàng Pizza Hut. Hai anh em bắt đầu nhượng quyền vào năm 1959. Phong cách xây dựng Pizza Hut mang tính biểu tượng được thiết kế vào năm 1963 bởi kiến trúc sư Chicago George Lindstrom  và được thực hiện vào năm 1969. PepsiCo mua lại Pizza Hut vào tháng 11 năm 1977. 20 năm sau, Pizza Hut (cùng với Taco Bell và Kentucky Fried Chicken) đã được PepsiCo tách ra vào ngày 30 tháng 5 năm 1997 và cả ba chuỗi nhà hàng đã trở thành một phần mới công ty có tên Tricon Global Restrauants, Inc. Công ty này đổi tên thành Yum! Brands vào ngày 22 tháng 5 năm 2002.
Trước khi đóng cửa vào năm 2015, cửa hàng Pizza Hut hoạt động liên tục lâu đời nhất là ở Manhattan, Kansas, trong một khu mua sắm và quán rượu có tên là Aggieville gần Đại học bang Kansas. Nhà hàng Pizza Hut đầu tiên ở phía đông sông Mississippi được Lawrence Berberick và Gary Meyers khai trương tại Athens, Ohio, vào năm 1966.
Sự hiện diện quốc tế của Pizza Hut bao gồm Canada và Mexico ở Bắc Mỹ và Ấn Độ (không thuộc bộ phận Pizza Hut, mà ở Yum! Bộ phận Ấn Độ), Bangladesh, Pakistan, Nhật Bản, Ả Rập Saudi, Các Tiểu vương quốc Ả Rập Thống nhất, Qatar, Philippines, Việt Nam, Thái Lan, Malaysia, Singapore, Indonesia, Brunei Darussalam, Trung Quốc (hiện là một phần của Yum! Spinoff Yum China), Hồng Kông, Đài Loan, Hàn Quốc, Myanmar và Macau ở châu Á. Pizza Hut là một trong những nhượng quyền thương mại đầu tiên của Mỹ mở tại Iraq. Ở châu Âu, họ ở Vương quốc Anh, Thụy Điển, Na Uy, Phần Lan, Đức, Tây Ban Nha, Thổ Nhĩ Kỳ; ở Honduras, Costa Rica, El Salvador, Guatemala, Colombia, Nicaragua, Venezuela, Chile, Brazil, Peru và Ecuador, ở Nam và Trung Mỹ; ở Ethiopia, Nam Phi và Tanzania ở Châu Phi; và ở Úc, New Zealand ở Châu Đại Dương.
Công ty đã công bố một thương hiệu mới bắt đầu vào ngày 19 tháng 11 năm 2014, trong nỗ lực tăng doanh số, khi nó đã giảm trong hai năm trước. Menu được mở rộng để giới thiệu các mặt hàng khác nhau như hương vị crust và 11 loại pizza đặc sản mới. Đồng phục làm việc cho nhân viên cũng được làm mới lại. Năm 2017, Pizza Hut đã được công ty Richtopia có trụ sở tại Anh liệt kê ở vị trí thứ 24 trong danh sách 200 thương hiệu có ảnh hưởng nhất thế giới. Vào ngày 25 và 27 tháng 6 năm 2019, có thông tin rằng Pizza Hut đang mang lại logo của họ với "Mái nhà đỏ", được sử dụng từ năm 1967 cho đến năm 1999. Vào ngày 7 tháng 8 năm 2019, Pizza Hut tuyên bố ý định đóng cửa khoảng 500 trong số 7.496 nhà hàng ăn tối tại Mỹ, vào giữa năm 2021.

## Thực đơn
Thực đơn chủ yếu của chuỗi cửa hàng này gồm
- Các loại Pizza
- Mỳ ống
- Bánh mỳ bơ tỏi
- Một số loạt xa lát